# Cim del Bastard
El Cim del Bastard és una muntanya de 641,1 metres d'altitud del límit entre les comunes de Conat i de Rià i Cirac, totes dues de la comarca del Conflent, a la Catalunya del Nord.
És a la zona sud-oest del terme de Codalet. És el punt més alt de la carena que separa les amples valls de la Lliterà i del Merder. És davant, al nord-oest, de l'abadia de Sant Miquel de Cuixà. El Rec de Boera hi fa tota la volta.